# Le Cri des hommes
Pour plus de détails, voir Fiche technique et Distribution.
Le Cri des hommes est un film franco-algérien réalisé par Okacha Touita et sorti en 1999.

## Fiche technique
- Titre : Le Cri des hommes
- Réalisateur : Okacha Touita
- Scénario : Okacha Touita et Mohamed Bouchibi
- Photographie : Allel Yahiaoui
- Costumes : Nadia Danielle Mesmoudi et Abdelhalin Rahmoun
- Décors : Mohamed Oulhaci
- Montage : Yamina Chouikh (Yamina Bachir) et Mourad Louanchi
- Son : Camille Mestre-Mel
- Musique : Rachid Bahri
- Production : Les Films du Phoenix (Paris) - ENPA (Alger)
- Pays de production :  France -  Algérie
- Durée : 100 minutes
- Date de sortie : France - 1er décembre 1999[1]

## Distribution
- Miloud Khetib
- Jean-Yves Gautier
- Yan Brian
- Claude Petit
- Chafia Boudraa
- Nadia Samir
- Jean Benguigui
- Pascal Aubier
- Roland Blanche